# Tania Borealis
Tania Borealis (λ Ursae Majoris / λ UMa / 33 UMa) es una estrella en la constelación de la Osa Mayor de magnitud aparente +3,45. Su nombre proviene tanto del árabe como del latín. La palabra Tania («segundo») proviene del árabe y hace referencia al «segundo salto», ya que para los antiguos árabes, las estrellas que nosotros asociamos con las patas de la osa eran las huellas de gacelas saltando. La palabra Borealis, proveniente del latín, alude a su condición de estrella del norte, para diferenciarla de Tania Australis (μ Ursae Majoris), situada al sur. También recibe el nombre, menos utilizado, de Alkafzah Borealis.
Situada a 134 años luz del sistema solar, Tania Borealis está clasificada como una subgigante blanca de tipo espectral A2IV, aunque en realidad puede ser una estrella de la secuencia principal ya vieja, de unos 480 millones de años de edad. Con una temperatura efectiva 8930 K, su radio es 3,2 veces mayor que el radio solar. Su luminosidad es 59 veces mayor que la del Sol.
Al igual que otras estrellas similares —véase Vega (α Lyrae) o Fomalhaut (α Piscis Austrini)—, presenta un exceso de radiación en el infrarrojo, debido a la existencia de un disco circunestelar. Asimismo, es una estrella con líneas metálicas «leve», enriquecida en zinc y europio pero deficiente en calcio. Sin embargo, estas características no son tan acusadas como para que se la catalogue como estrella Am.